# Département de Paso de los Libres
Le département de Paso de los Libres est une des 25 subdivisions de la province de Corrientes, en Argentine. Son chef-lieu est la ville de Paso de los Libres.
Le département a une superficie de 4 700 km2. Sa population s'élevait à 46 326 habitants en 2001.

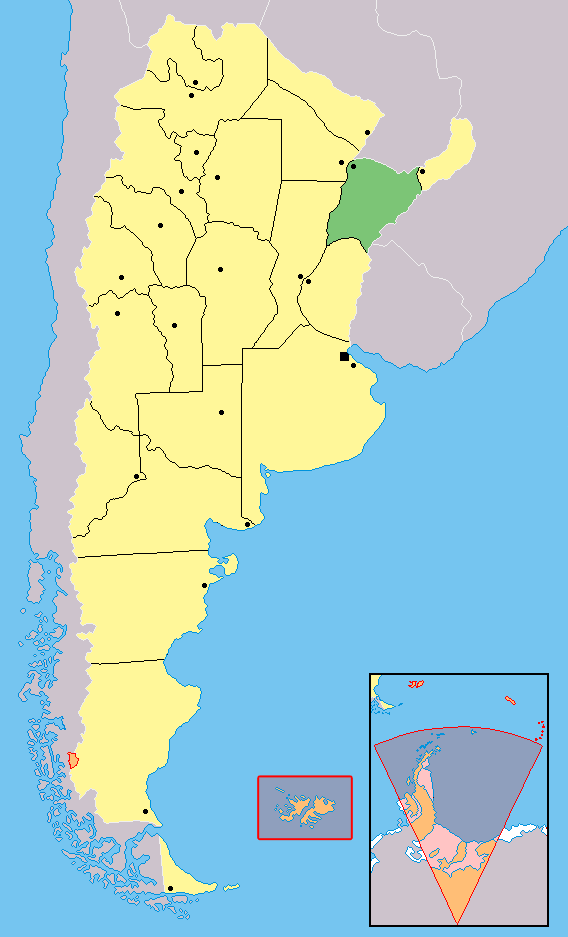
Localisation de la province de Corrientes en Argentine.